# Kempynus acutus
Kempynus acutus är en insektsart som beskrevs av Tim R. New 1986. Kempynus acutus ingår i släktet Kempynus och familjen vattenrovsländor. Inga underarter finns listade i Catalogue of Life.